# Bindningsenergi
Bindningsenergi är den energi som frigörs då ett system av fria partiklar hamnar i ett bundet tillstånd, ibland med motsatt tecken beroende på konventioner. Begreppet används framför allt inom atom- och kärnfysik. 

## Kärnfysik

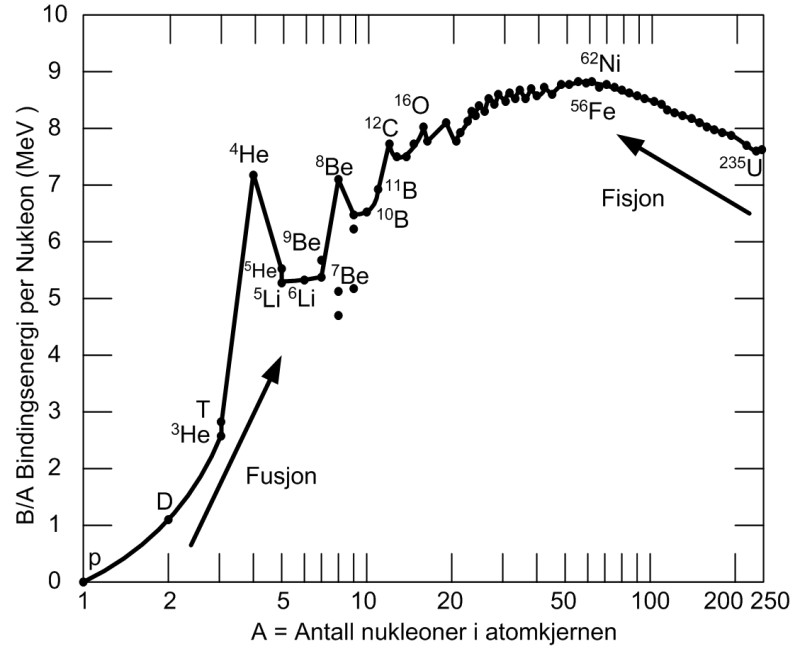
Bindningsenergi per nukleon i MeV för vanliga nuklider som funktion av masstal

Protoner och neutroner är bundna i atomkärnor genom den starka kärnkraften. Skillnad i bindningsenergi mellan slutnuklid och startnuklid är källan till energiomvandlingen i stjärnor och i kärnkraftverk. Atomkärnornas bindningsenergier beror på antalet neutroner och protoner. För stora antal med partiklar i grupp kan beroendet beskrivas av vätskedroppmodellen. Järn har högsta bindningsenergin per nukleon. Det betyder att energi frigörs då man omvandlar atomkärnor så att de närmar sig de stabila järnnukliderna i atomnummer och masstal. Därför kan energi fås från fission av tunga grundämnen och genom fusion av lätta grundämnen.